# ショーン・マクマーン
- ショーン・マクマホン

ショーン・マクマーン（Sean McMahon、1994年6月18日 - ）は、ジャパンラグビーリーグワン東京サントリーサンゴリアスに所属するラグビー選手。

## プロフィール
- オーストラリア・ブリスベン出身。
- ポジションはフランカー(FL)、ナンバーエイト(No.8)。
- 身長 186 cm、体重 102 kg。
- ニックネームはショーニー。
- オーストラリア代表代表キャップは26(2020年10月現在)。
- 世界選抜に選ばれたことがある[1]。
- 7人制オーストラリア代表に選ばれたことがある。

## 来歴
10歳からラグビーを始めた。
セントジョセフナッジー高校、メルボルン・ライジング、レベルズを経て、2017年、サントリーサンゴリアス(現・東京サントリーサンゴリアス)に加入。同年12月17日に行われたジャパンラグビートップリーグ第12節の神戸製鋼コベルコスティーラーズ戦に途中出場で日本での公式戦初出場を果たした。